# كاردو كامران صديق
كاردو كامران صديق (بالإنجليزية: Cardo Kamiran Siddiq)‏ هو لاعب كرة قدم من أصل عراقي كردي يحمل الجنسية البريطانية، يلعب لصالح المنتخب الأولمبي العراقي ونادي دارلنغتون الإنجليزي.
وهو يلعب بمركز مدافع.